# Jahrom
Jahrom er en by i det nordlige Iran, med et indbyggertal (pr. 2016) på cirka 141.000. Byen er ligger i Fars-provinsen, syd for hovedby Shiraz.